# Phillipa Soo

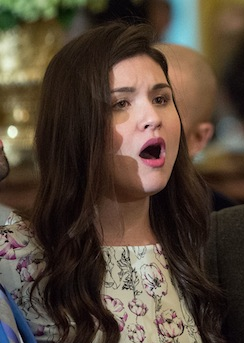
Phillipa Soo im Weißen Haus 2016

Phillipa Anne Soo (geboren 31. Mai 1990) ist eine US-amerikanische Schauspielerin und Sängerin. Soo ist vor allem bekannt durch die Rolle der Eliza Hamilton in dem Broadway-Musical Hamilton, für deren Darstellung sie 2016 für den Tony Award als beste Hauptdarstellerin in einem Musical nominiert wurde. Sie spielte auch die Rolle der Natasha Rostova in der Off-Broadway-Produktion von „Natasha, Pierre & The Great Comet of 1812“ im Jahr 2013 und die Titelrolle in der Broadway-Produktion von „Amélie, A New Musical“ im Jahr 2017. Zuletzt trat Soo am Broadway in „The Parisian Woman“ auf, das von November 2017 bis März 2018 lief. In dem Film „Over the Moon“ sprach sie die Stimme von Chang’e.

## Karriere

### Theater
Nach ihrem Abschluss an der Juilliard School im Jahr 2012 wurde Soo als Natasha Rostova in der Ars Nova-Produktion von Dave Malloys „Natasha, Pierre & The Great Comet of 1812“ besetzt, die auf Leo Tolstois Krieg und Frieden basiert.

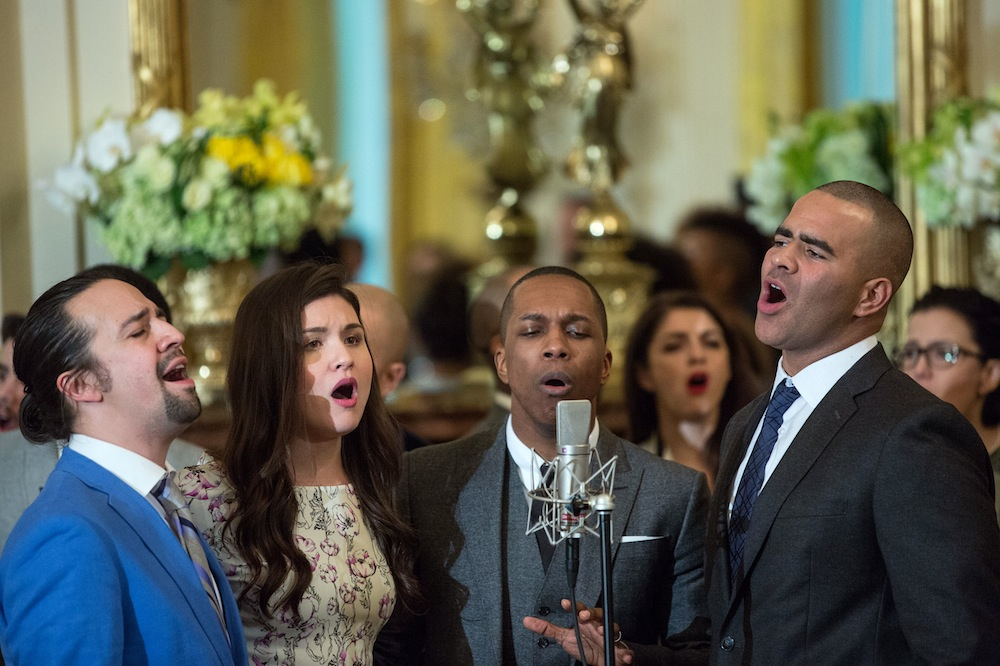
Ensemble-Mitglieder singen eine Auswahl der Musical-Stücke im Weißen Haus.Von links nach rechts: Lin-Manuel Miranda, Phillipa Soo, Leslie Odom Jr., und Christopher Jackson

Nachdem sie ihren Auftritt in Great Comet gesehen hatte, baten der Regisseur Thomas Kail und der Komponist Lin-Manuel Miranda sie, Anfang 2014 an einer Lesung des Musicals Hamilton teilzunehmen, wo sie die weibliche Hauptrolle „Eliza“ (Elizabeth Schuyler Hamilton) spielte. Soo blieb bei der Show während der Off-Broadway- und Broadway-Premieren. 2015 erschien eine Aufnahme des Musicals. Mehrere Lieder mit Soos Beteiligung wurden in den USA mit Platin- und Goldenen Schallplatten ausgezeichnet. Sie erhielt 2016 eine Nominierung für den Tony Award als beste Hauptdarstellerin in einem Musical, zusammen mit Laura Benanti, Carmen Cusack, Jessie Mueller und der Gewinnerin Cynthia Erivo. Soo spielte ihre letzte Vorstellung von Hamilton am 9. Juli 2016, woraufhin die Rolle der Eliza von Lexi Lawson übernommen wurde.
Soo spielte die Titelrolle in dem Pre-Broadway-Engagement von „Amélie, A New Musical“ am Ahmanson Theatre in Los Angeles von Dezember 2016 bis Januar 2017. Amélie begann dann am 9. März 2017 mit Voraufführungen am Broadway im Walter Kerr Theatre und premierte offiziell am 3. April 2017. Die Show endete am 21. Mai 2017.
Soo erschien auch am Broadway als Rebecca in „The Parisian Woman“, einem Originalstück von Beau Willimon. Die Produktion begann mit Voraufführungen im Hudson Theatre am 7. November 2017 und wurde am 30. November für eine begrenzte Laufzeit am Broadway bis zum 11. März 2018 gespielt.

### Film und Fernsehen
Im Jahr 2013 wurde sie in einer kleinen wiederkehrenden Rolle in der NBC-Fernsehserie Smash als der Charakter Lexi besetzt. Sie erschien in fünf Episoden in der zweiten Staffel, bevor die Serie abgesetzt wurde. 2014 spielte sie eine kleine Nebenrolle als Nia im TV-Pilotfilm Dangerous Liaisons, aber diese wurde nicht als Serie umgesetzt.
2018 wurde bekannt, dass Soo in der US-amerikanischen CBS-Serie The Code zu sehen ist. Die Serie wurde eine Staffel lang ausgestrahlt, bevor sie im Juli 2019 abgesetzt wurde. 2021 spielte sie in einer Nebenrolle in der Miniserie Dopesick. Im Folgejahr war Soo in der Apple-TV+-Produktion Shining Girls zu sehen. Zuletzt spielte sie in der 2024 für ABC veröffentlichten Serie Doctor Odyseey an der Seite von Joshua Jackson und Sean Teal Krankenschwester Avery auf dem Kreuzfahrtschiff Odyssey.

### Musik
Für die Lieder Burn, Non-Stop, That Would Be Enough, Take a Break und It’s Quiet Uptown aus dem Soundtrack zu Hamilton wurde sie mit einer Silbernen Schallplatte, für The Schuyler Sisters und Helpless mit Gold in Großbritannien ausgezeichnet.